# Trưng-Schwestern

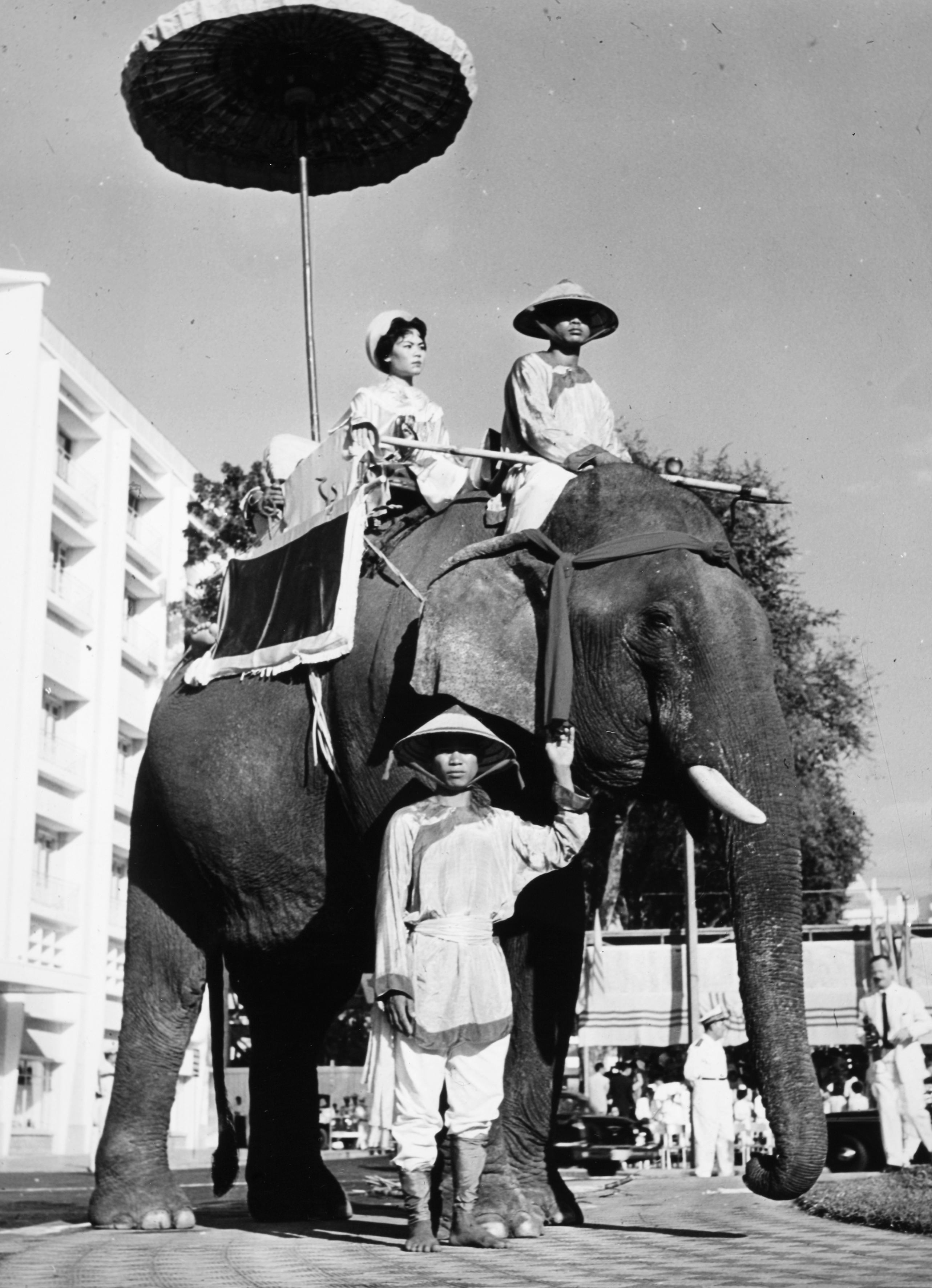
Parade zu Ehren der Trưng-Schwestern in Saigon (1961)

Die Trưng-Schwestern, Trưng Trắc (Hán tự:徵側) und Trưng Nhị (徵貳) führten im 1. Jahrhundert n. Chr. im heutigen Vietnam eine Revolte gegen die chinesische Herrschaft an. Heute gelten sie in Vietnam als Nationalheldinnen.
Im Jahr 111 v. Chr. hatte die chinesische Han-Dynastie unter Kaiser Wu den Norden des heutigen Vietnam, Nam Việt, das das Land der Lạc Việt (Stammvolk der heutigen Vietnamesen) war, als Präfektur  Jiaozhi annektiert. In der Folge kam es zu einem starken Sinisierungsdruck.
Im Jahr 40 n. Chr. rebellierte das Volk unter der Führung der Trưng-Schwestern, die von Mê-Linh (beim heutigen Hanoi) aus regierten. Kaiser Guangwu sandte seinen General Ma Yuan, dem es bis zum Jahr 43 gelang, die Revolte niederzuschlagen. Es heißt, die Schwestern hätten sich im Fluss Hát Giang (heute: Sông Đáy) ertränkt, um einer Gefangennahme zu entgehen.